# Punisher (album)
Punisher è il secondo album in studio della cantautrice statunitense Phoebe Bridgers, pubblicato il 18 giugno 2020 dalla Dead Oceans.

## Antefatti e pubblicazione
Il disco è stato realizzato tra la metà del 2018 e la fine del 2019; Phoebe Bridgers ha rincontrato i produttori Tony Berg e Ethan Gruska, con cui aveva già lavorato al suo primo album Stranger in the Alps. È stato messo insieme in ordine sequenziale: numerosi brani infatti sono stati registrati nell'ordine in cui sono inseriti nella lista tracce. La cantante ha utilizzato un campionamento del verso degli uccelli, una mellotron e le tecniche del backmasking, cross-fader e double tracking, quest'ultima per onorare il suo artista preferito Elliott Smith.
L'uscita dell'album era inizialmente prevista per il 19 giugno 2020, ma Bridgers l'ha reso disponibile il giorno precedente, quindici ore prima, incoraggiando a donare ad organizzazioni impegnate alla lotta al razzismo e spiegando che «non sto [posticipando] il disco finché le cose non torneranno "normali" perché non credo che dovrebbero».

## Promozione
A supporto dell'album Bridgers sarebbe dovuta a partire in tournée con il gruppo musicale dei The 1975 in qualità di loro artista d'apertura, ma i concerti sono stati rimandati a causa della pandemia di COVID-19.

## Accoglienza
| Recensione           | Giudizio |
| -------------------- | -------- |
| The A.V. Club        | A-       |
| AllMusic             |          |
| Consequence          | A-       |
| The Daily Telegraph  |          |
| The Independent      |          |
| The Line of Best Fit | 8/10     |
| NME                  |          |
| Pitchfork            | 8,7/10   |
| Slant Magazine       |          |
| Rolling Stone        |          |

Punisher ha ottenuto l'acclamo universale da parte dei critici musicali. Su Metacritic, sito che assegna un punteggio normalizzato su 100 in base a critiche selezionate, l'album ha ottenuto un punteggio medio di 90 basato su trentuno critiche.
Alla fine del 2020, l'album è stato inserito in numerose liste dei migliori album dell'anno.
| Rivista              | Classifica                        | Piazzamento |
| -------------------- | --------------------------------- | ----------- |
| The A.V. Club        | The 20 Best Albums of 2020        | 2           |
| AllMusic             | AllMusic Best of 2020             | —           |
| Billboard            | The 50 Best Albums of 2020        | 15          |
| Clash                | Clash Albums Of The Year 2020     | 3           |
| Consequence          | Top 50 Albums of 2020             | 3           |
| Crack                | The Top 50 Albums of 2020         | 10          |
| Esquire              | The 50 Best Albums of 2020        | 1           |
| Exclaim!             | Exclaim!'s 50 Best Albums of 2020 | 3           |
| The Fader            | The 50 Best Albums of 2020        | 5           |
| Gaffa                | 2020's 20 Best Foreign Albums     | 8           |
| The Guardian         | The 50 Best Albums of 2020        | 16          |
| GQ                   | Best Albums of 2020               | 2           |
| The Line of Best Fit | The Best Albums of 2020 Ranked    | 4           |
| The New Yorker       | The Best Music of 2020            | 10          |
| The New York Times   | Best Albums of 2020               | 2           |
| NME                  | The 50 Best Albums of 2020        | 5           |
| NPR                  | The 50 Best Albums of 2020        | 4           |
| Nylon                | Nylon's Favorite Albums Of 2020   | —           |
| Paste                | The 50 Best Albums of 2020        | 14          |
| Pitchfork            | The 50 Best Albums of 2020        | 4           |
| Rolling Stone        | The 50 Best Albums of 2020        | 10          |
| ShondaLand           | The Best Music of 2020            | —           |
| The Skinny           | Top 10 Albums of 2020             | 2           |
| Slate                | The Best Albums of 2020           | 1           |
| Spin                 | The 30 Best Albums of 2020        | 7           |
| Stereogum            | The 50 Best Albums of 2020        | 28          |
| Time Out             | The 15 Best Albums of 2020        | —           |
| Under the Radar      | Top 100 Albums of 2020            | 1           |
| Us Weekly            | 10 Best Albums of 2020            | 7           |
| USA Today            | The 10 Best Albums of 2020        | 8           |
| Vulture              | The Best Albums of 2020           | 5           |

## Tracce
1. DVD Menu – 1:09 (Phoebe Bridgers)
2. Garden Song – 3:39 (Phoebe Bridgers, Christian Lee Hutson, Marshall Vore)
3. Kyoto – 3:04 (Phoebe Bridgers, Morgan Nagler, Marshall Vore)
4. Punisher – 3:09 (Phoebe
Bridgers, Conor Oberst, Marshall Vore)
5. Halloween – 4:31 (Phoebe Bridgers, Christian Lee Hutson, Conor Oberst)
6. Chinese Satellite – 3:37 (Phoebe Bridgers, Conor Oberst, Marshall Vore)
7. Moon Song – 4:37 (Phoebe Bridgers)
8. Savior Complex – 4:01 (Phoebe Bridgers, Christian Lee Hutson, Conor Oberst)
9. ICU – 3:10 (Phoebe 
Bridgers, Marshall Vore, Nicholas White)
10. Graceland Too – 3:56 (Phoebe Bridgers, Christian Lee Hutson)
11. I Know the End – 5:44 (Phoebe Bridgers, Christian Lee Hutson, Conor Oberst, Marshall Vore)

## Successo commerciale
Nella Official Albums Chart britannica Punisher ha esordito in 6ª posizione con 5 484 unità di vendita, segnando il primo ingresso in classifica di Phoebe Bridgers. Anche nella ARIA Albums Chart è diventato la prima entrata in classifica della cantante, debuttando al 12º posto.

## Classifiche
| Classifica (2020) | Posizione massima |
| ----------------- | ----------------- |
| Australia         | 12                |
| Belgio (Fiandre)  | 20                |
| Canada            | 96                |
| Germania          | 39                |
| Irlanda           | 22                |
| Nuova Zelanda     | 10                |
| Paesi Bassi       | 43                |
| Regno Unito       | 6                 |
| Stati Uniti       | 43                |
| Svizzera          | 37                |